# Banque d'Israël
La Banque d'Israël (en hébreu : בנק ישראל ; en بنك إسرائيل) est la banque centrale d'Israël. Le gouverneur est Amir Yaron depuis le mois de décembre 2018.

## Siège
Le siège est situé dans le quartier Kiryat HaMemshala de la ville de Jérusalem, avec un bureau à Tel Aviv-Jaffa.

## Histoire
À l'indépendance en 1948, le pouvoir d'émission de devises est attribué à la Banque anglo-palestinienne, refondé sous le nom de Bank Leumi en 1950. La politique monétaire et la surveillance bancaire sont toujours contrôlées par le ministère des Finances.
La Banque d'Israël est fondée le 24 août 1954 lorsque la Knesset approuve la loi qui transfère l'émission de devises et les fonctions de régulations du ministère des Finances à la banque nouvelle ; elle devient en 1955 l'institut d'émission de la livre israélienne. Cependant, le contrôle sur le change avec les monnaies étrangères n'est attribué à la banque qu'en 1978. Devenue complètement indépendante du gouvernement en 1985, la Banque gère la politique monétaire depuis 1992, afin d'atteindre l'objectif d'inflation fixé par le gouvernement israélien (entre 1 et 3 % par an, actuellement, pour ce qui est considéré comme une stabilisation des prix). La Banque d'Israël est également chargée de la gestion des réserves de devises étrangères.
En 2010, la Banque d'Israël était classée première parmi les banques centrales pour l'efficacité de son fonctionnement, selon le  IMD's World Competitiveness Yearbook.

## Gouverneurs
- David Horowitz (en), 1954-1971
- Moshe Sanbar, 1971-1976
- Arnon Gafni, 1976-1981
- Dr Moshe Mendelbaum, 1982-1986
- Pr Michael Bruno, 1986-1991
- Pr Jacob A. Frenkel, 1991-2000
- Dr David Klein, 2000-2005
- Pr Stanley Fischer, 2005-2013
- Dr Karnit Flug, 2013-2018
- Amir Yaron, 2018-

## Processus de décision
La Banque d'Israël est assez originale comparée à d'autres institutions financières, dans le fait que seul le gouverneur décide des changements des taux au lieu qu'ils soient votés par les membres d'un comité directeur. Avant la prise de décision, les discussions se font à deux niveaux : d'abord en comité puis au sein d'un forum élargi[réf. nécessaire].
Le forum élargi comprend le gouverneur, le gouverneur adjoint, les directeurs de départements et les économistes de département dans leur ensemble, et les économistes présentent les conditions et données financières et économiques[réf. nécessaire].
Le forum restreint, qui ne comprend que le gouverneur, le gouverneur adjoint et les directeurs de départements, est plus orienté vers le débat. Les directeurs présentent leurs opinions et recommandations, avant que le gouverneur prenne sa décision.
En mars 2010, la Knesset approuve une nouvelle loi sur la Banque d'Israël, qui prend officiellement effet le 1er juin suivant. La nouvelle loi définit clairement les objectifs de la banque et lui donne l'indépendance concernant le choix des outils de sa politique et leur intégration.
La loi modifie le cadre dans lequel les décisions majeures sont prises au sein de la Banque d'Israël. Les décisions sur le taux d'intérêt et la politique monétaire en général sont prises par un comité monétaire, alors que les décisions de gestion sont approuvées par un conseil administratif. Ces réformes conduisent la Banque d'Israël à s'aligner un peu plus sur les procédures de décision des autres institutions financières.